# Lední hokej na Zimních olympijských hrách 2002 – kvalifikace muži
Kvalifikace na olympijský turnaj 2002 byla soutěž hokejových reprezentačních celkú, která určila posledních šest účastníků olympijského turnaje.

## Kvalifikační systém
Přímo na olympijské hry se kvalifikovalo 9 nejlepších celků z Mistrovství světa 1999 v Norsku. Týmy, které se umístily na 1. až 6. místě, byly nasazeny přímo do finálových skupin. Týmy ze 7. až 8. místa byly nasazeny do kvalifikační části olympijského turnaje. K nim se přidalo šest postupujících z olympijské kvalifikace.
V Evropské regionální kvalifikaci se utkal tým Jugoslávie, který byl kvůli krizi v Kosovu ze všech soutěží IIHF vyloučen. Bojkot byl zrušen a proto se musel utkat o právo účasti v předkvalifikaci s nejhorším týmem ze skupiny „C“ mistrovství světa 1999.
Do předkvalifikace byly nasazeny týmy, které skončily na Mistrovství světa 1999 na 13.–16. místě, osm týmů ze skupiny „B“ a tři nejlepší týmy ze skupiny „C“ mistrovství světa. Šestnáct týmů bylo rozděleno do čtyř skupin po čtyřech. Do olympijské kvalifikace postoupili vítězové skupin, k nim byly přiřazeny týmy, které skončily na Mistrovství světa 1999 na 9.–12. místě. Olympijská kvalifikace se hrála ve dvou skupinách po čtyřech týmech. Na olympijský turnaj se z každé skupiny kvalifikovaly tři nejlepší týmy.

## Kvalifikované týmy na olympijský turnaj
- Česko
- Rusko
- Finsko
- Kanada
- Švédsko
- USA
- Slovensko
- Švýcarsko
- Kvalifikant 1 –  Německo
- Kvalifikant 2 –  Bělorusko
- Kvalifikant 3 –  Ukrajina
- Kvalifikant 4 –  Lotyšsko
- Kvalifikant 5 –  Francie
- Kvalifikant 6 –  Rakousko

## Výsledky a tabulky

### Evropská regionální kvalifikace
Bulharsko –  Jugoslávie 6:7 (2:0, 2:3, 2:4)
11. prosince 1999 – Sofie
 Bulharsko –  Jugoslávie 4:7 (2:1, 1:3, 1:3)
12. prosince 1999 – Sofie
- Jugoslávie postoupila do předkvalifikace.

### Předkvalifikace

#### Skupina A
|    |            | GER  | ITA  | SLO  | YUG  | V | R | P | Skóre | B |
| 1. | Německo    | ***  | 2:1  | 5:2  | 14:0 | 3 | 0 | 0 | 21:3  | 6 |
| 2. | Itálie     | 1:2  | ***  | 7:0  | 13:0 | 2 | 0 | 1 | 21:2  | 4 |
| 3. | Slovinsko  | 2:5  | 0:7  | ***  | 11:0 | 1 | 0 | 2 | 13:12 | 2 |
| 4. | Jugoslávie | 0:14 | 0:13 | 0:11 | ***  | 0 | 0 | 3 | 0:38  | 0 |

- Německo postoupilo do olympijské kvalifikace.

 Německo –  Jugoslávie 14:0 (5:0, 5:0, 4:0)
10. února 2000 – Lublaň
 Slovinsko –  Itálie 0:7 (0:1, 0:2, 0:4)
10. února 2000 – Lublaň
 Itálie –  Jugoslávie 13:0 (5:0, 5:0, 3:0)
12. února 2000 – Lublaň
 Německo –  Slovinsko 5:2 (1:0, 1:2, 3:0)
12. února 2000 – Lublaň
 Jugoslávie –  Slovinsko 0:11 (0:1, 0:4, 0:6)
13. února 2000 – Lublaň
 Itálie –  Německo 1:2 (0:1, 0:0, 1:1)
13. února 2000 – Lublaň

#### Skupina B
|    |            | UKR | KAZ  | EST | LIT  | V | R | P | Skóre | B |
| 1. | Ukrajina   | *** | 3:5  | 5:0 | 3:1  | 2 | 0 | 1 | 11:6  | 4 |
| 2. | Kazachstán | 5:3 | ***  | 2:4 | 13:2 | 2 | 0 | 1 | 20:9  | 4 |
| 3. | Estonsko   | 0:5 | 4:2  | *** | 9:2  | 2 | 0 | 1 | 13:9  | 4 |
| 4. | Litva      | 1:3 | 2:13 | 2:9 | ***  | 0 | 0 | 3 | 5:25  | 0 |

- Ukrajina postoupila do olympijské kvalifikace.

 Kazachstán –  Litva 13:2 (1:1, 7:0, 5:1)
10. února 2000 – Tallinn
 Estonsko –  Ukrajina 0:5 (0:2, 0:2, 0:1)
10. února 2000 – Tallinn
 Ukrajina –  Litva 3:1 (1:0, 1:0, 1:1)
11. února 2000 – Tallinn
 Kazachstán –  Estonsko 2:4 (1:0, 0:2, 1:2)
11. února 2000 – Tallinn
 Ukrajina –  Kazachstán 3:5 (0:2, 2:1, 1:2)
13. února 2000 – Tallinn
 Litva –  Estonsko 2:9 (1:6, 1:2, 0:1)
13. února 2000 – Tallinn

#### Skupina C
|    |                | FRA | POL  | GBR | ROM  | V | R | P | Skóre | B |
| 1. | Francie        | *** | 5:2  | 5:4 | 9:1  | 3 | 0 | 0 | 19:7  | 6 |
| 2. | Polsko         | 2:5 | ***  | 4:2 | 11:2 | 2 | 0 | 1 | 17:9  | 4 |
| 3. | Velká Británie | 4:5 | 2:4  | *** | 4:0  | 1 | 0 | 2 | 10:9  | 2 |
| 4. | Rumunsko       | 1:9 | 2:11 | 0:4 | ***  | 0 | 0 | 3 | 3:24  | 0 |

- Francie postoupila do olympijské kvalifikace.

 Velká Británie –  Rumunsko 4:0 (2:0, 2:0, 0:0)
10. února 2000 – Gdaňsk
 Polsko –  Francie 2:5 (0:1, 2:3, 0:1)
10. února 2000 – Gdaňsk
 Francie –  Rumunsko 9:1 (3:1, 3:0, 3:0)
11. února 2000 – Gdaňsk
 Velká Británie –  Polsko 2:4 (0:1, 1:2, 1:1)
11. února 2000 – Gdaňsk
 Francie –  Velká Británie 5:4 (1:1, 4:2, 0:1)
13. února 2000 – Gdaňsk
 Rumunsko –  Polsko 2:11 (2:1, 0:5, 0:5)
13. února 2000 – Gdaňsk

#### Skupina D
|    |            | DEN | JPN | NED | HUN | V | R | P | Skóre | B |
| 1. | Dánsko     | *** | 7:3 | 3:1 | 6:3 | 3 | 0 | 0 | 16:7  | 6 |
| 2. | Japonsko   | 3:7 | *** | 5:3 | 7:1 | 2 | 0 | 1 | 15:11 | 4 |
| 3. | Nizozemsko | 1:3 | 3:5 | *** | 5:1 | 1 | 0 | 2 | 9:9   | 2 |
| 4. | Maďarsko   | 3:6 | 1:7 | 1:5 | *** | 0 | 0 | 3 | 5:18  | 0 |

- Dánsko postoupilo do olympijské kvalifikace.

 Japonsko –  Maďarsko 7:1 (4:0, 2:1, 1:0)
10. února 2000 – Kodaň
 Nizozemsko –  Dánsko 1:3 (1:2, 0:0, 0:1)
10. února 2000 – Kodaň
 Dánsko –  Maďarsko 6:3 (3:1, 1:0, 2:2)
12. února 2000 – Kodaň
 Japonsko –  Nizozemsko 5:3 (2:1, 2:0, 1:2)
12. února 2000 – Kodaň
 Maďarsko –  Nizozemsko 1:5 (0:3, 0:1, 1:1)
13. února 2000 – Kodaň
 Dánsko –  Japonsko 7:3 (2:1, 1:1, 4:1)
13. února 2000 – Kodaň

### Kvalifikace

#### Skupina A
|    |           | GER | BLR | UKR | NOR | V | R | P | Skóre | B |
| 1. | Německo   | *** | 1:1 | 3:1 | 6:4 | 2 | 1 | 0 | 10:6  | 5 |
| 2. | Bělorusko | 1:1 | *** | 2:2 | 7:3 | 1 | 2 | 0 | 10:6  | 4 |
| 3. | Ukrajina  | 1:3 | 2:2 | *** | 5:1 | 1 | 1 | 1 | 8:6   | 3 |
| 4. | Norsko    | 4:6 | 3:7 | 1:5 | *** | 0 | 0 | 3 | 8:18  | 0 |

- Německo, Bělorusko a Ukrajina se kvalifikovali na olympijský turnaj.

 Ukrajina –  Bělorusko 2:2 (1:2, 0:0, 1:0)
8. února 2001 – Hamar
 Norsko –  Německo 4:6 (0:0, 2:2, 2:4)
8. února 2001 – Hamar
 Bělorusko –  Německo 1:1 (1:1, 0:0, 0:0)
10. února 2001 – Hamar
 Norsko –  Ukrajina 1:5 (0:1, 1:2, 0:2)
10. února 2001 – Hamar
 Německo –  Ukrajina 3:1 (2:1, 1:0, 0:0)
11. února 2001 – Hamar
 Bělorusko –  Norsko 7:3 (0:0, 4:2, 3:1)
11. února 2001 – Hamar

#### Skupina B
|    |          | LAT | FRA | AUT | DEN | V | R | P | Skóre | B |
| 1. | Lotyšsko | *** | 1:1 | 4:3 | 4:2 | 2 | 1 | 0 | 9:6   | 5 |
| 2. | Francie  | 1:1 | *** | 3:3 | 2:1 | 1 | 2 | 0 | 6:5   | 4 |
| 3. | Rakousko | 3:4 | 3:3 | *** | 6:2 | 1 | 1 | 1 | 12:9  | 3 |
| 4. | Dánsko   | 2:4 | 1:2 | 2:6 | *** | 0 | 0 | 3 | 5:12  | 0 |

- Lotyšsko, Francie a Rakousko se kvalifikovali na olympijský turnaj.

 Lotyšsko –  Dánsko 4:2 (0:2, 2:0, 2:0)
8. února 2001 – Klagenfurt
 Francie –  Rakousko 3:3 (1:1, 0:1, 2:1)
8. února 2001 – Klagenfurt
 Lotyšsko –  Francie 1:1 (0:1, 1:0, 0:0)
10. února 2001 – Klagenfurt
 Rakousko –  Dánsko 6:2 (2:1, 1:0, 3:1)
10. února 2001 – Klagenfurt
 Dánsko –  Francie 1:2 (0:0, 0:1, 1:1)
11. února 2001 – Klagenfurt
 Rakousko –  Lotyšsko 3:4 (0:1, 2:2, 1:1)
11. února 2001 – Klagenfurt